# Lemberg (Pfalz)

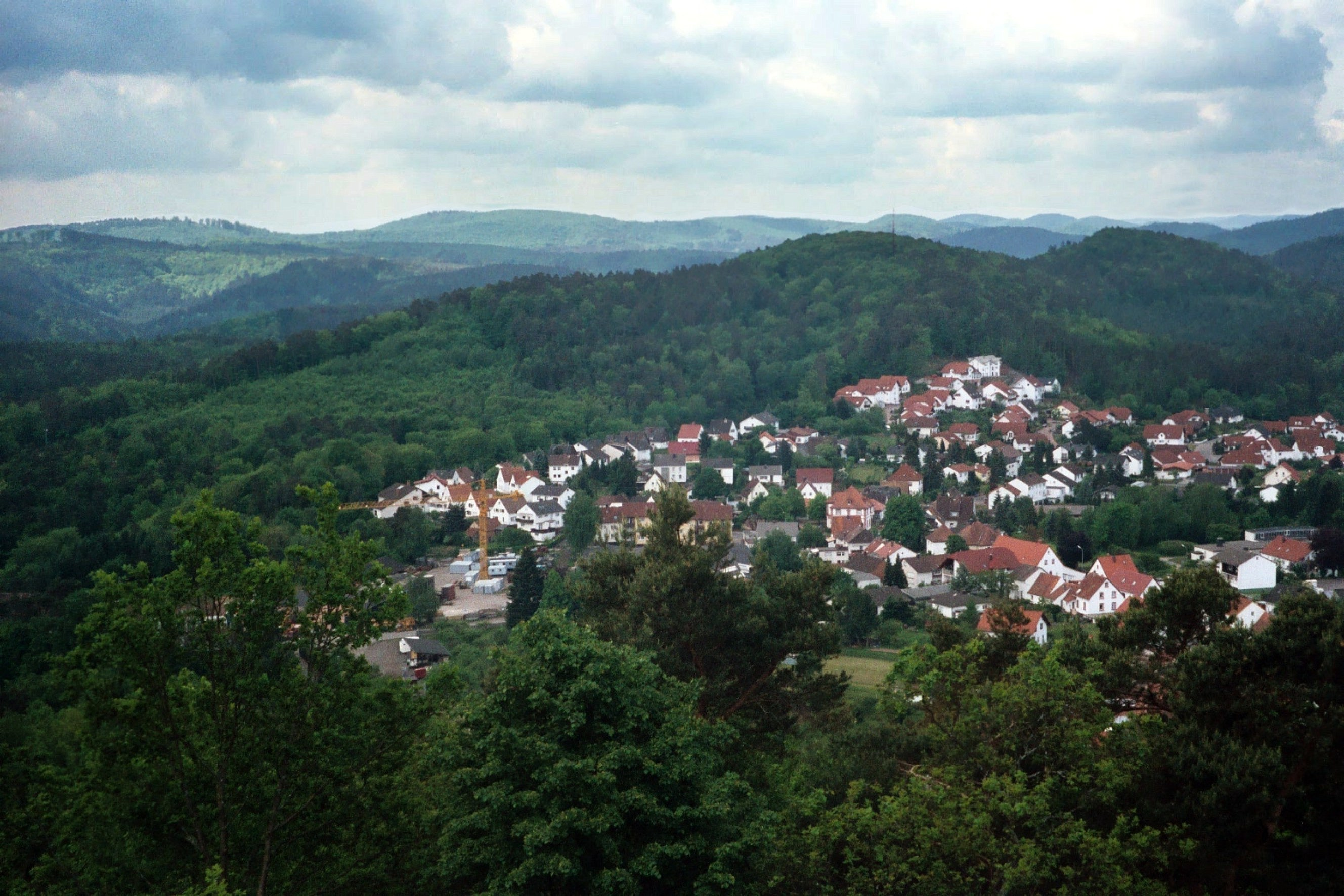
Blick auf Lemberg

Lemberg ist eine Ortsgemeinde im Landkreis Südwestpfalz in Rheinland-Pfalz. Sie gehört zur Verbandsgemeinde Pirmasens-Land, innerhalb derer sie sowohl gemessen an der Fläche als auch hinsichtlich der Einwohnerzahl die mit Abstand größte Ortsgemeinde darstellt. Sie ist die nach Einwohnern sechstgrößte innerhalb des Landkreises und nach der Fläche nach Wilgartswiesen die zweitgrößte. Lemberg ist ein staatlich anerkannter Erholungsort und gemäß Landesplanung als Grundzentrum ausgewiesen.

## Geographie

### Lage
Lemberg ist ein sogenanntes Höhendorf; es liegt am nordwestlichen Rand des Wasgaus, wie der Südteil des Pfälzerwaldes auch genannt wird, und gehört zu dessen Untereinheit Südwestlicher Pfälzerwald, alternativ Bitscher Waldniederung genannt. Um den vergleichsweise kleinen Ortskern gruppieren sich einige Neubaugebiete. 5100 Hektar der Gemarkungsfläche, fast 90 Prozent, sind mit Wald bestanden. Das Gelände ist typisch für den Pfälzerwald, mit kargem, sandigem Boden, zahlreichen kleinen Wasserläufen und bewaldeten Hügeln, die in der Regel von Buntsandsteinfelsen gekrönt sind. Mit 58,3 Quadratkilometern verfügt Lemberg über eine der größten Gemarkungen in Rheinland-Pfalz.
Elf Kilometer südlich von Lemberg verläuft die Landesgrenze zu Frankreich; dort schließt sich die Region Grand Est an. Nachbargemeinden von Lemberg sind – von Norden ausgehend im Uhrzeigersinn – Pirmasens, Münchweiler an der Rodalb, Ruppertsweiler, Hinterweidenthal, Dahn, Fischbach bei Dahn, Ludwigswinkel, Eppenbrunn und Obersimten.

### Gemeindegliederung
Neben dem Kernort Lemberg gehören zur Gemeinde die größeren Ortsteile Glashütte, Langmühle und Salzwoog, die jeweils einen Ortsbezirk bilden und durch einen Ortsbeirat und einen Ortsvorsteher vertreten werden. Der vierte Ortsbezirk besteht aus den beiden Weilern Kettrichhof und Rodalberhof. Weitere Gemeindeteile sind die Siedlungen Am Soll und Gutenbach sowie die Wohnplätze Altenwoogsmühle und Stephanshof.

### Erhebungen

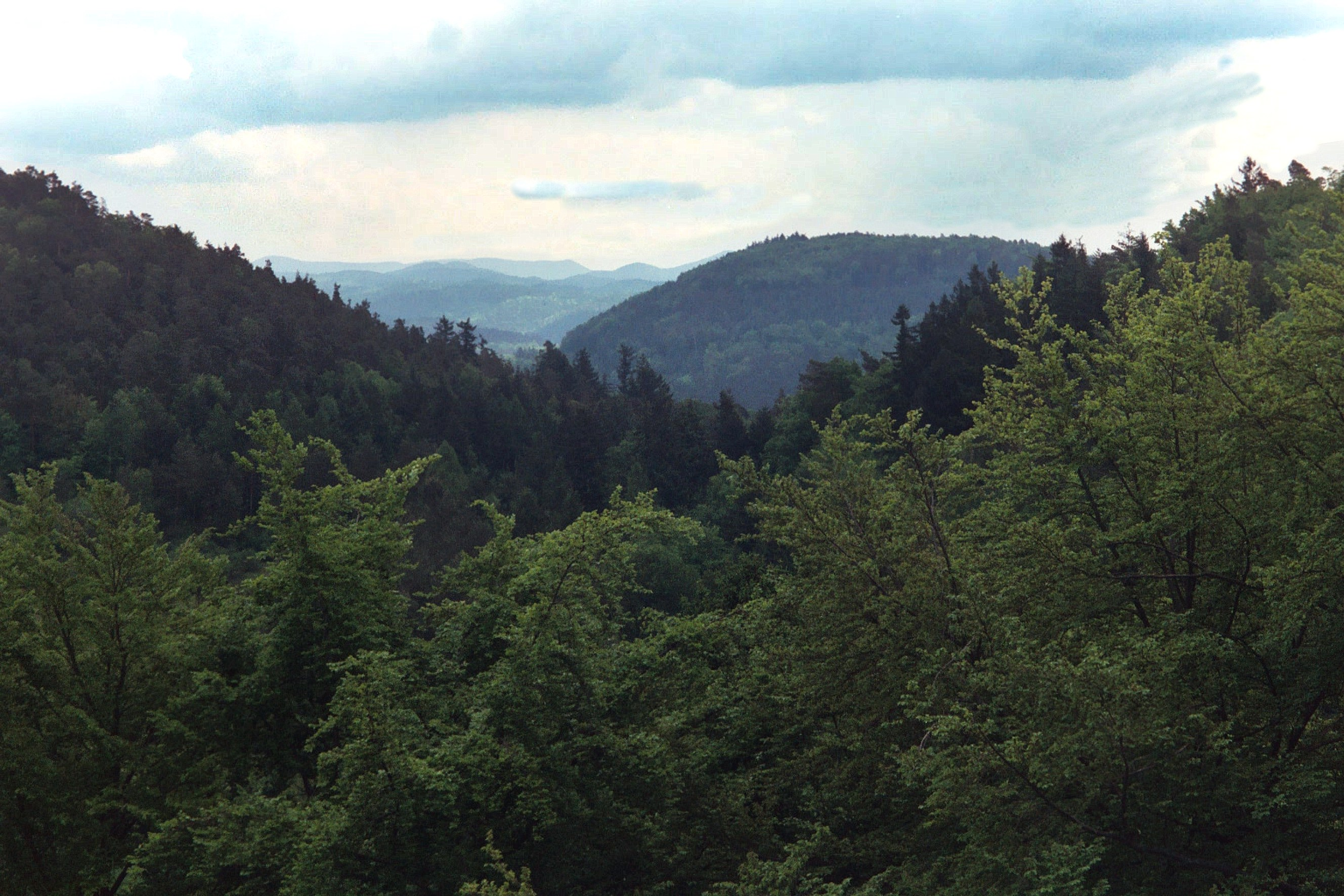
Gebirgslandschaft des Pfälzerwaldes auf Gemarkung von Lemberg

Lemberg erstreckt sich über mehrere Hügel. Unmittelbar nordwestlich des Siedlungsgebiets erhebt sich der (458 m ü. NHN) hohe Schloßberg und südlich der Bebauung der 415 m ü. NHN hohe Rothenberg. Zwischen dem Kernort und Salzwoog erhebt sich der Große Schiffelskopf (457 m). Im Norden der Gemarkung liegt der 474 m ü. NHN hohe Hummelberg, der teilweise als Ruppertstein bezeichnet wird.
Drei Kilometer südlich von Glashütte befindet sich der 467 m ü. NHN messende Hohe Kopf und weiter nördlich der 456 m ü. NHN hohe Große Stephansberg. Mehrere Kilometer östlich davon liegen der Große Spießkopf (414 m ü. NHN) sowie der Braunsberg (463,4 m ü. NHN). Im äußersten Osten an der Gemarkungsgrenze zu Dahn erhebt sich der Bichtenberg (400 m ü. NHN).

### Gewässer
Die Pfälzische Hauptwasserscheide zwischen Rhein und Mosel zieht sich von Nordost nach Südwest quer durch die Gemarkung. Die Rodalb entspringt bei Lemberg und ist im Ortsgebiet zum sogenannten Lemberger Weiher aufgestaut, teilweise bildet sie die Gemarkungsgrenze zu Pirmasens. Dort mündet von rechts der Rothenbach in die Rodalb.

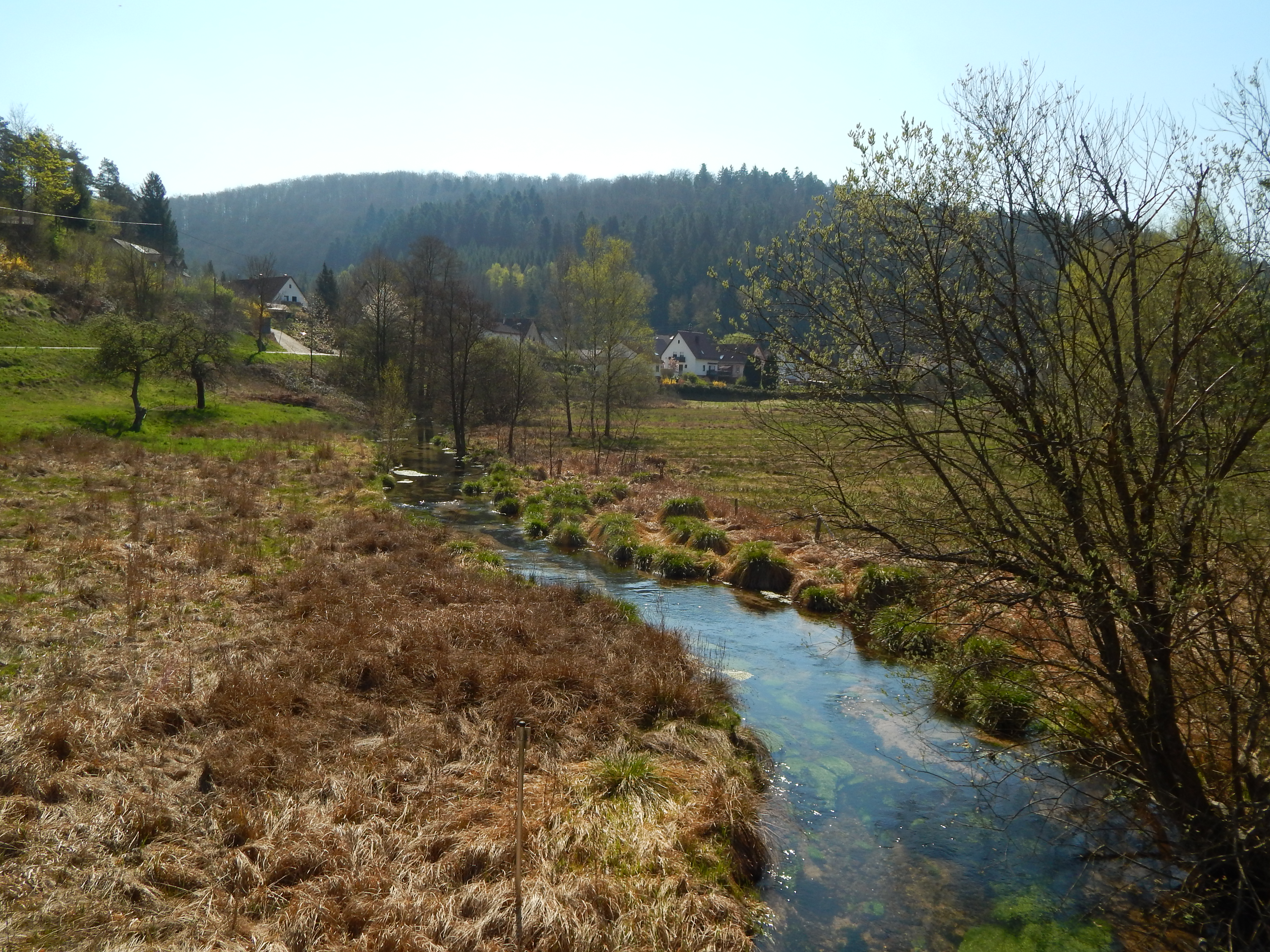
Salzbach auf der Höhe von Salzwoog

Jenseits der Wasserscheide entspringt der in Südwest-Nordost-Richtung verlaufende Salzbach, der in seinem Oberlauf die Namen Kröppenbach und Buchbach trägt und in diesem Bereich den Ortsteil Langmühle passiert. Bereits zuvor nimmt er von links den Brunnentalbach und den Schimmelbach auf. Rund drei Kilometer östlich von diesem mündet von rechts der Storrbach und weiter östlich der Lindelbach, ehe der Flusslauf den westlichen Siedlungsrand von Salzwoog streift, wo sich ein gleichnamiger Stausee befindet und anschließend auf zwei Kilometern die Gemarkungsgrenze zu Hinterweidenthal bildet. Im Südosten bildet der Fischbach die Gemarkungsgrenze zur gleichnamigen Gemeinde.

### Klima
Der Jahresniederschlag beträgt 898 mm.

## Geschichte

### Urgeschichte
Älteste archäologische Zeugnisse sind die Reste einer keltischen Siedlung. Ungefähr auf der Trasse der heutigen B 10 existierte bereits zu römischer Zeit eine Ost-West-Verbindung durch den Pfälzerwald. Auf dem Burgberg oberhalb des Dorfes bestand eine römische Fliehburg des 4. Jahrhunderts nach Christus.

### Mittelalter
Das Lemberg umgebende Waldgebiet war bis ins späte Mittelalter kaum besiedelt oder genutzt. Wald-Weidewirtschaft und Köhlerei ernährten nur sehr wenige Menschen. Intensive Landwirtschaft war aufgrund der Bodenverhältnisse nie sonderlich rentabel und wird bis in die Gegenwart kaum betrieben. Unmittelbar nordwestlich von Lemberg existierte seinerzeit das inzwischen untergegangene Dorf Gutenbach, dessen Gebiet Teil der Gemeindegemarkung ist.
Bis zum 12. Jahrhundert gehörte das Gebiet dem Kloster Hornbach, das 1198 mit Graf Heinrich I. von Zweibrücken einen Felsen zum Bau der Burg Lemberg gegen andere Ländereien tauschte. In der Folgezeit bildete sich ein Dorf am Fuß der Burg, die zum Territorium der Grafschaft Zweibrücken gehörte. Lemberg lag ab Ende des 13. Jahrhunderts samt seinem gleichnamigen Amt in der Grafschaft Zweibrücken-Bitsch und dort in der Amtsschultheißerei Lemberg. Zu Lemberg gehörten darüber hinaus eine Glashütte, die Langmühle, eine Pulvermühle, der Rodalber Hof, der Ruhbankerhof, der Salzwooger Hof und der Stephanshof, damals Stephansbrunn genannt. Bis zum Aufstieg von Pirmasens war Lemberg der bedeutendste Ort in der Umgebung und Sitz der Verwaltung des Amtes Lemberg.

### Frühe Neuzeit
1570 verstarb Graf Jakob von Zweibrücken-Bitsch (1510–1570) als letztes männliches Mitglied seiner Familie. Das Amt Lemberg erbte seine Tochter, Ludovica Margaretha von Zweibrücken-Bitsch, die mit dem Grafen Philipp (V.) von Hanau-Lichtenberg verheiratet war. Ihr Schwiegervater, Graf Philipp IV. von Hanau-Lichtenberg, gab durch die sofortige Einführung des lutherischen Bekenntnisses dem streng römisch-katholischen Herzog Karl III. von Lothringen Gelegenheit, militärisch zu intervenieren, da dieser die Lehnshoheit über die ebenfalls zum Erbe gehörende Herrschaft Bitsch besaß. Im Juli 1572 besetzten lothringische Truppen die Grafschaft. Da Philipp der lothringischen Übermacht nicht gewachsen war, wählte er den Rechtsweg. Beim anschließenden Prozess vor dem Reichskammergericht konnte sich Lothringen hinsichtlich der Herrschaft Bitsch durchsetzen, das Amt Lemberg dagegen – und somit auch Lemberg – wurde der Grafschaft Hanau-Lichtenberg zugesprochen. Dem Amt Lemberg unterstand das gleichnamige Unteramt, das neben der Gemeinde die Orte Burgalben, Donsieders, Fehrbach, Gersbach, Höheinöd, Höhfröschen, Pirmasens, Thaleischweiler, Thalfröschen, und Winzeln umfasste.
Die Burg wurde 1636 im Dreißigjährigen Krieg teilweise und 1689 im Pfälzischen Erbfolgekrieg endgültig zerstört, die Ruine später als Steinbruch genutzt. 1697 wurde der Sitz des Amtes Lemberg in das weniger stark zerstörte Pirmasens verlegt, das mit der späteren Gründung der landgräflichen Residenz Ludwigs IX. von Hessen-Darmstadt endgültig Lemberg als wichtigsten Ort der Region ablöste.
1736 starb mit Graf Johann Reinhard III. der letzte männliche Vertreter des Hauses Hanau. Aufgrund der Ehe seiner einzigen Tochter, Charlotte von Hanau-Lichtenberg (1700–1726), mit dem Erbprinzen Ludwig (VIII.) (1691–1768) von Hessen-Darmstadt fiel die Grafschaft Hanau-Lichtenberg an deren gemeinsamen Sohn Ludwig (IX.) und damit an das Haus Hessen-Darmstadt.

### Neuzeit
Im Zuge der Französischen Revolution fiel der linksrheinische Teil der Grafschaft Hanau-Lichtenberg – und damit das Amt Lemberg sowie Lemberg – 1794 an Frankreich, wo es zum Département Donnersberg (Mont Tonnerre) gehörte. Von 1798 bis 1814, als die Pfalz Teil der Französischen Republik (bis 1804) und anschließend Teil des Napoleonischen Kaiserreichs war, war der Ort in den Kanton Pirmasens eingegliedert und bildete eine eigene Mairie. Nach dem Ende der napoleonischen Herrschaft wurde der Ort 1815 zunächst Österreich zugeschlagen. Ein Jahr später kam Lemberg zum bayerischen Rheinkreis. Von 1818 bis 1862 gehörte er dem Landkommissariat Pirmasens an; aus diesem ging das Bezirksamt Pirmasens hervor. Die spätere Pfalz war nach dem Ersten Weltkrieg bis 1930 erneut französisch besetzt.
1939 wurde Lemberg in den Landkreis Pirmasens (ab 1997 Landkreis Südwestpfalz) eingegliedert. Nach dem Zweiten Weltkrieg wurde die Gemeinde innerhalb der französischen Besatzungszone Teil des damals neu gebildeten Landes Rheinland-Pfalz. Am 20. Oktober 1956 wurde die bislang zu Lemberg gehörende Siedlung Ruhbank nach Pirmasens umgemeindet. Im Zuge der ersten rheinland-pfälzischen Verwaltungsreform wurde die Gemeinde 1972 der neugeschaffenen Verbandsgemeinde Pirmasens-Land zugeordnet.

## Bevölkerung

### Einwohnerstatistik
Lemberg war nach dem Dreißigjährigen Krieg weitgehend verlassen und verfallen und nach dem Pfälzischen Erbfolgekrieg zunächst vollständig entvölkert. 1815 hatte die Gemeinde insgesamt 1050 Einwohner. Das zeitweise starke Wachstum Lembergs kam zum Stillstand. Die Verluste aus Wegzug aus der Region und Bevölkerungswandel wurden jedoch unter anderem mit Zuzügen aus der Kreisstadt Pirmasens ausgeglichen, was der hervorragenden Wohnlage zu verdanken ist.

### Konfessionsstatistik
Mit Stand Juni 2005 waren 61,3 % der Einwohner evangelisch und 22,4 % katholisch. Die übrigen 16,3 % gehörten einer anderen Glaubensgemeinschaft an oder waren konfessionslos. Der Anteil der Protestanten und Katholiken an der Gesamtbevölkerung ist seitdem jährlich um 1 Prozentpunkt gesunken. Mit Stand Februar 2025 waren von den Einwohnern 43,9 % evangelisch und 18,3 % katholisch; 37,7 % gehörten sonstigen oder keinen Glaubensgemeinschaften an.

### Christentum
Im Jahr 1202 bildete Lemberg eine Filiale der Pfarrei Pirmasens. Siedler, die nach dem Dreißigjährigen Krieg zugewandert waren, hatten zumeist die evangelische Konfession. Inzwischen verfügt der Ort auch über eine katholische Kirche, da sich der katholische Bevölkerungsanteil während der zweiten Hälfte des 20. Jahrhunderts durch Neubürger erhöht hat. Die Katholiken gehören zum Bistum Speyer und unterstehen dem Dekanat Pirmasens, die Evangelischen zur Protestantischen Landeskirche Pfalz.

## Politik

### Gemeinderat
Der Gemeinderat in Lemberg besteht aus 20 Mitgliedern, die bei der Kommunalwahl am 9. Juni 2024 in einer personalisierten Verhältniswahl gewählt wurden, und dem ehrenamtlichen Ortsbürgermeister als Vorsitzendem.
Die Sitzverteilung im Gemeinderat:
| Wahl | SPD | CDU | FWG | WGH | Gesamt   |
| ---- | --- | --- | --- | --- | -------- |
| 2024 | 12  | –   | 8   | –   | 20 Sitze |
| 2019 | 11  | 4   | 5   | –   | 20 Sitze |
| 2014 | 10  | 4   | 4   | 2   | 20 Sitze |
| 2009 | 10  | 5   | 3   | 2   | 20 Sitze |
| 2004 | 9   | 6   | 2   | 3   | 20 Sitze |

- FWG = Freie Wählergemeinschaft Lemberg e. V.
- WGH = Wählergruppe Horder e. V.

### Bürgermeister
Martin Niebuhr (SPD) wurde am 15. August 2019 Ortsbürgermeister von Lemberg. Bei der Direktwahl am 26. Mai 2019 war er mit einem Stimmenanteil von 75,15 % gewählt worden. Niebuhrs Vorgänger Heinrich Hoffmeister (SPD), der das Amt 20 Jahre ausgeübt hatte, war nicht erneut angetreten.
Martin Niebuhr wurde bei der Direktwahl am 9. Juni 2024 als einziger Bewerber mit 67,8 % der Stimmen für weitere fünf Jahre wiedergewählt.

### Wappen
| Wappen von Lemberg | Blasonierung: „In geteiltem Schild oben in Gold drei rote Hanauer Sparren, unten in Silber ein blaues Hufeisen.“                    |
| Wappen von Lemberg | Wappenbegründung: Die Sparren entstammen dem Wappen von Hanau-Lichtenberg. Die Flagge ist Rot-Gelb-Rot geteilt im Verhältnis 1:3:1. |

### Partnergemeinden
Seit 1961 unterhält die pfälzische Gemeinde Lemberg eine Partnerschaft mit der französischen Gemeinde Lemberg (Moselle).

## Kultur und Sehenswürdigkeiten

### Bauwerke

#### Kulturdenkmäler

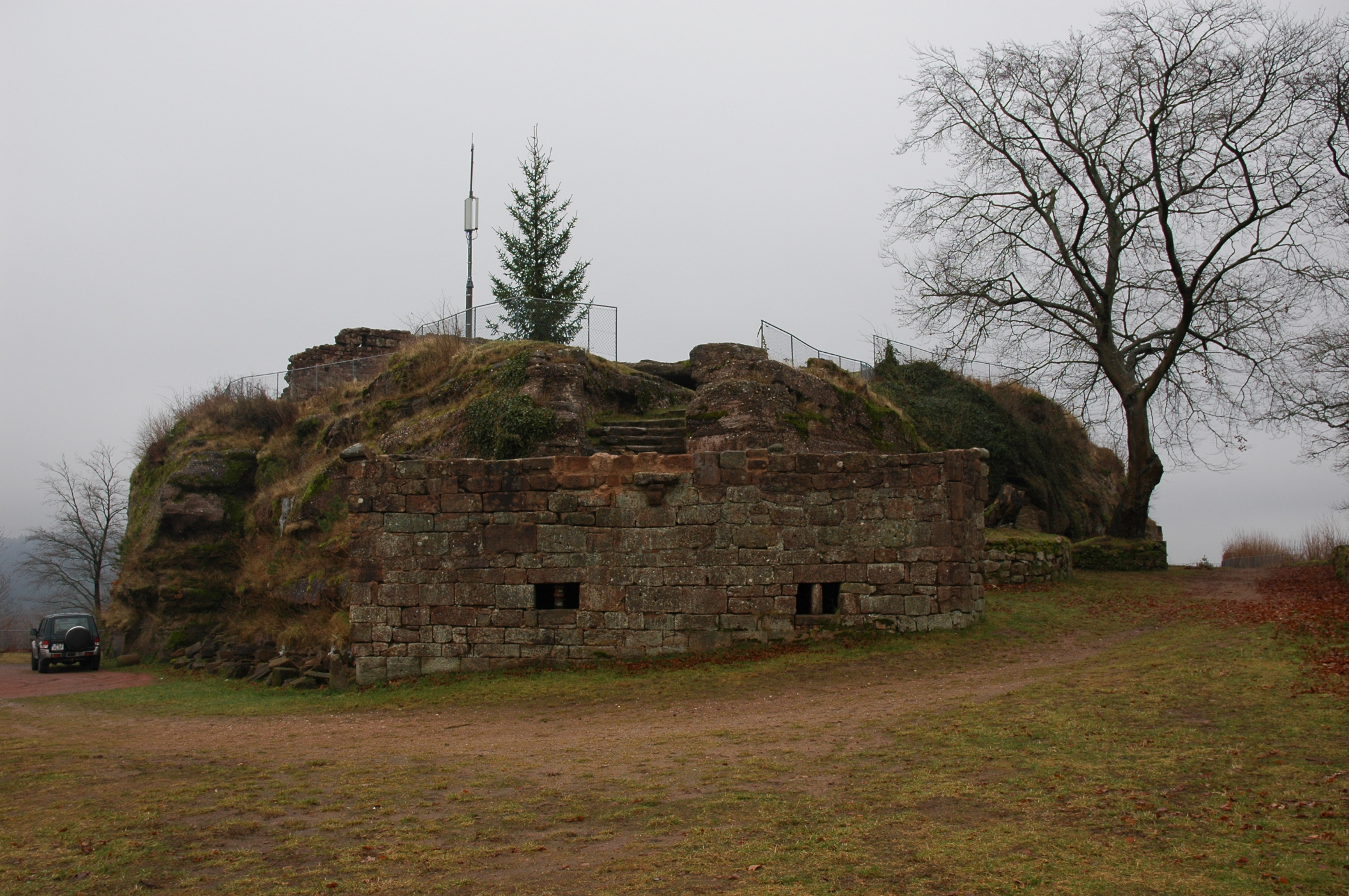
Ruine der Burg Lemberg

Die Burgruinen Lemberg und Ruppertstein sind als Denkmalzonen ausgewiesen. Erstere befindet sich am Ortsrand und wurde 1230 als „Castrum Lewenberc“ erstmals urkundlich erwähnt – aus Löwenberg leitet sich letztendlich der Ortsname ab. An der Burgruine befindet sich eine Ausstellung zu ihrer Geschichte.
Zahlreiche Einzelobjekte stehen unter Denkmalschutz, darunter das Keimskreuz, eine Gedenkstätte am Weg nach Drei Buchen; es erinnert an eine Mordtat im 19. Jahrhundert. Zu den historischen Gebäuden im Ortskern zählen die evangelische Kirche in der Bergstraße, ein von 1843 bis 1845 errichteter dreiachsiger Saalbau, und das ehemalige Forsthaus in der Hauptstraße, ein klassizistischer Putzbau aus der Mitte des 19. Jahrhunderts. Vor dem Ortseingang aus Richtung Pirmasens liegt die Altenwoogsmühle, ein Mansardwalmdachbau von 1750, der seit einem Umbau in den 1930er Jahren als Gasthaus genutzt wird.

#### Sonstige Bauwerke
Einer der tiefsten Brunnen der Region (94,8 Meter) kann von oben oder unter Voranmeldung bei der Gemeinde über einen 131 Meter langen Brunnenstollen besichtigt werden.
In einer felsigen Senke befindet sich der Laubbrunnen. Der 236 Meter hohe Sendemast Kettrichhof befindet sich im gleichnamigen Ortsteil.

### Natur

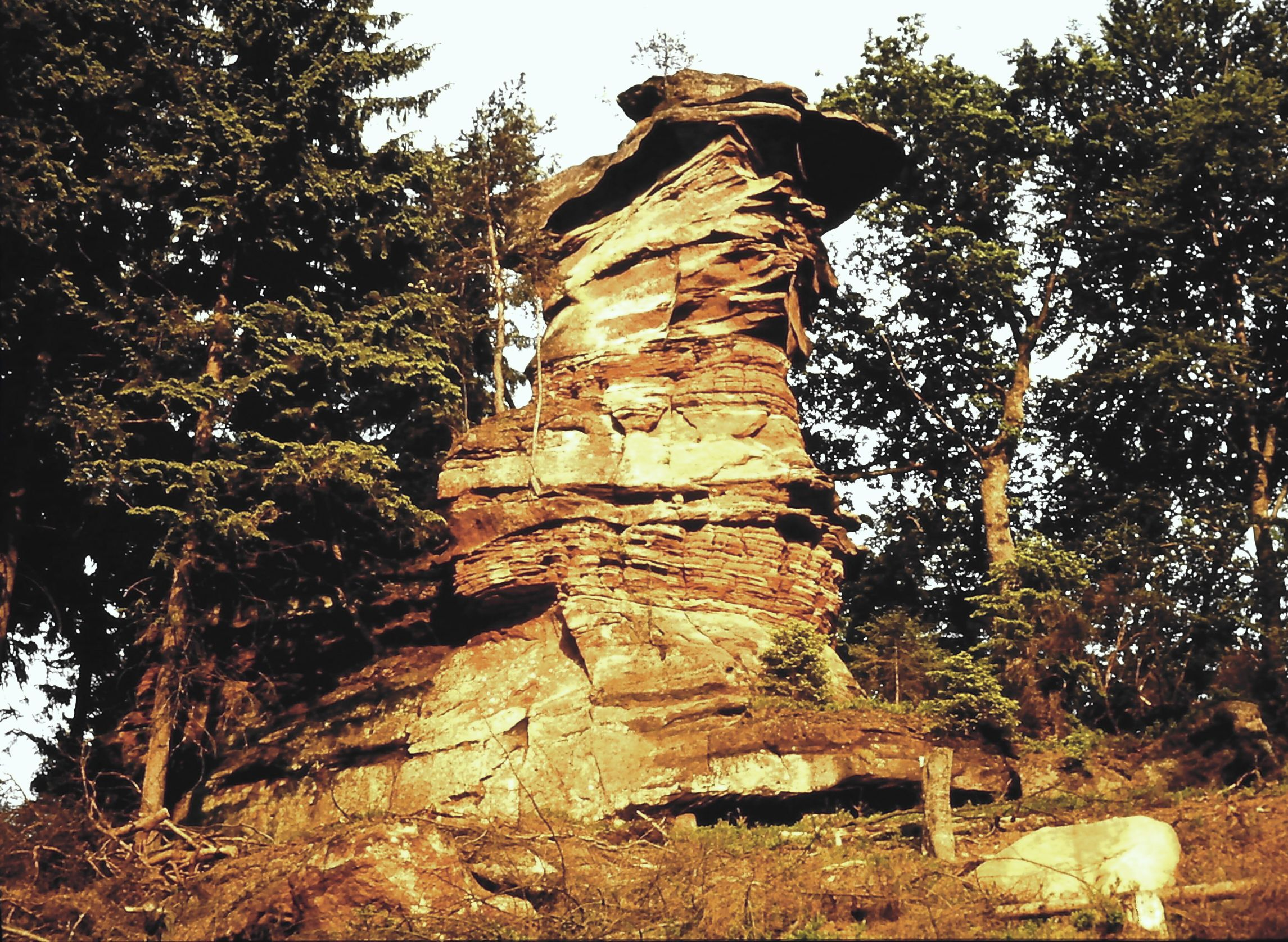
Teufelstisch

Die Ortsgemeinde liegt im Naturpark Pfälzerwald, der zum von der UNESCO geschützten Biosphärenreservat Pfälzerwald-Vosges du Nord gehört. Mit dem Frauenbrünnel, dem Rothenfelsen und der Eiche am Stephanshäuschen gibt es drei Naturdenkmale. Rund um Lemberg befindet sich eine Reihe weiterer Felsformationen, so der Teufelstisch und der Maiblumenfels. Im Süden des Gemeindegebiets liegt das Naturschutzgebiet Wolfslöcher; der Schlossberg ist als Landschaftsschutzgebiet eingestuft.

### Vereine
Der Turnverein 1891 Lemberg e. V. ist ein traditionsreicher Verein, der zahlreiche Sportarten pflegt und neben den klassischen Disziplinen auch Ausgleichs- und Trendsportarten anbietet. Das Blasorchester Lemberg/Pfalz e. V. ist in der Erwachsenen-, Jugend- und Kinderarbeit mit Orchester, Jugend- und Schülerorchester, Zwergenband und Flötenkreis aktiv. Schwerpunkte des Sportvereins 1919 Lemberg e. V. sind Fußball, Radsport und Gymnastik, hinzu kommt ein Chor. Es gibt die Freiwillige Feuerwehr Lemberg und den Pfälzerwald-Verein Lemberg e. V., der sich auch der Heimat- und Kulturpflege widmet.

### Rittersteine

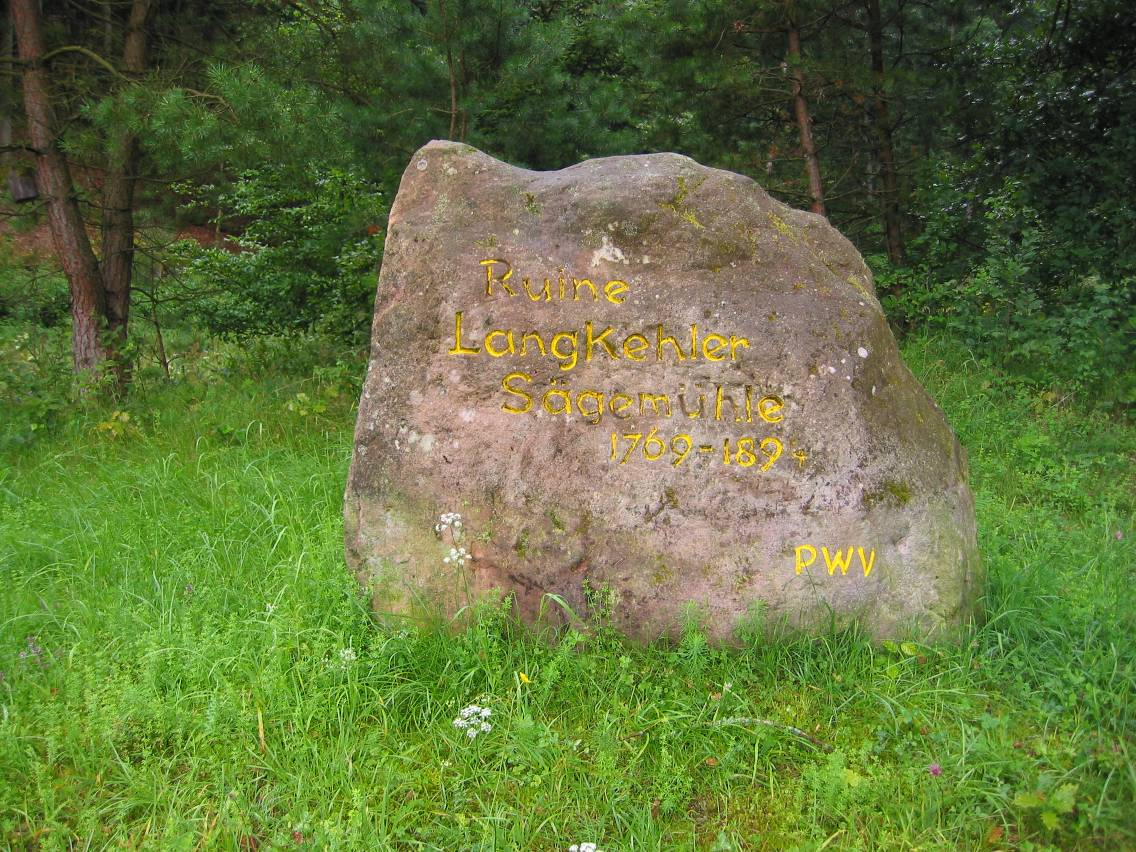
Ritterstein 306

Auf der Gemarkung der Gemeinde stehen zahlreiche Rittersteine. Der Ritterstein 36 Klosterbrunnen weist auf eine Quelle hin, die dem Kloster Hornbach gehörte. 208 Insel Suhl verweist auf eine dortige Suhle. 209 Rodalb-Ursprung befindet sich an der Quelle der Rodalb. 210 Ruine Storrwoogerhof – Forsthaus verweist auf im 18. Jahrhundert existierende Pottaschhütten, aus denen sich später ein Waldbauernhof und danach ein Forsthaus entwickelte, bis 1892 der Abriss folgte. 212 Am Sack markiert eine sackartige Talmulde. 306 Ruine Langkehler Sägemühle 1769–1894 weist auf eine ehemalige Mühle hin.

### Bräuche
Vor Ort wird der Pfingstquack praktiziert, bei dem es sich um eine regionale Variante des Pfingstsingens handelt.

## Wirtschaft und Infrastruktur

### Wirtschaft
Im ausgehenden 19. Jahrhundert entwickelte sich in Pirmasens und den umliegenden Gemeinden die Schuhindustrie. Die Schuhe brachten Geld in die Region, so dass viele Einwohner Lembergs täglich nach Pirmasens zur Arbeit gingen. Bald wurden in Lemberg ebenfalls Schuhe gefertigt; auf diese Weise entstand beispielsweise Anfang des 20. Jahrhunderts ein Teilbetrieb von Rheinberger. Die Frauen waren in der Lage, mit Heimarbeit Zuverdienst und Familie miteinander zu verbinden; auch Fabriken wurden gebaut, beispielsweise der Betrieb der Familie Kästner. Mit der Globalisierung der Schuhherstellung ab ungefähr 1970 begann der Niedergang dieser Branche, die mittlerweile aus Lemberg verschwunden ist.
Ein erheblicher Teil der Berufstätigen arbeitet auswärts, überwiegend in der benachbarten Kreisstadt Pirmasens, nicht wenige fahren täglich nach Kaiserslautern oder in die Ballungsräume am Rhein. Eine Entwicklung des Tourismus zu einem wirtschaftlich bedeutenden Faktor ist im Gegensatz zu den Nachbargemeinden bislang nicht zu erkennen.

### Freizeit und Tourismus
Hütten

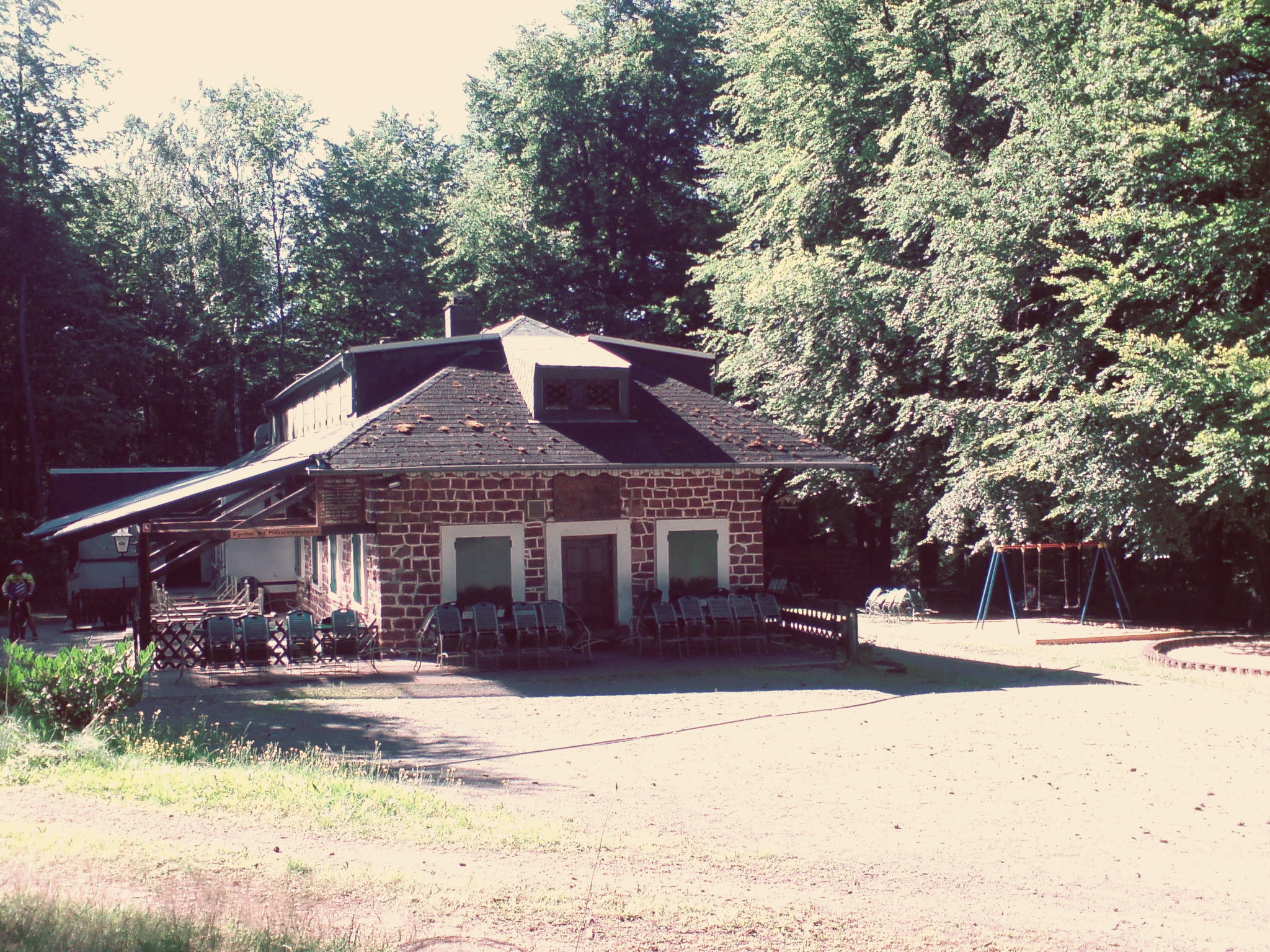
Waldhaus Drei Buchen

Auf der Gemarkung der Gemeinde befinden sich mehrere aktuelle oder ehemalige Hütten des Pfälzerwald-Vereins. In der Burg Lemberg ist seit 1950 eine Burgschänke mit Übernachtungsmöglichkeit untergebracht, die die Gemeinde gepachtet hat. Im Südwesten des Gemeindegebiets befindet sich das von der Ortsgruppe Pirmasens 05 verpachtete Waldhaus Drei Buchen, im Nordwesten an der Grenze zu Pirmasens das seit 1936 bestehende Waldhaus Starkenbrunnen der Ortsgruppe Pirmasens-Starkenbrunnen. Im Osten der Gemarkung befindet sich seit 1911 die Klosterbrunnhütte, in der keine Bewirtung stattfindet. Im Ortsteil Langmühle steht das Rudolf-Keller-Haus der Sektion Pirmasens des Deutschen Alpenvereins.
Wanderwege und Touristikrouten

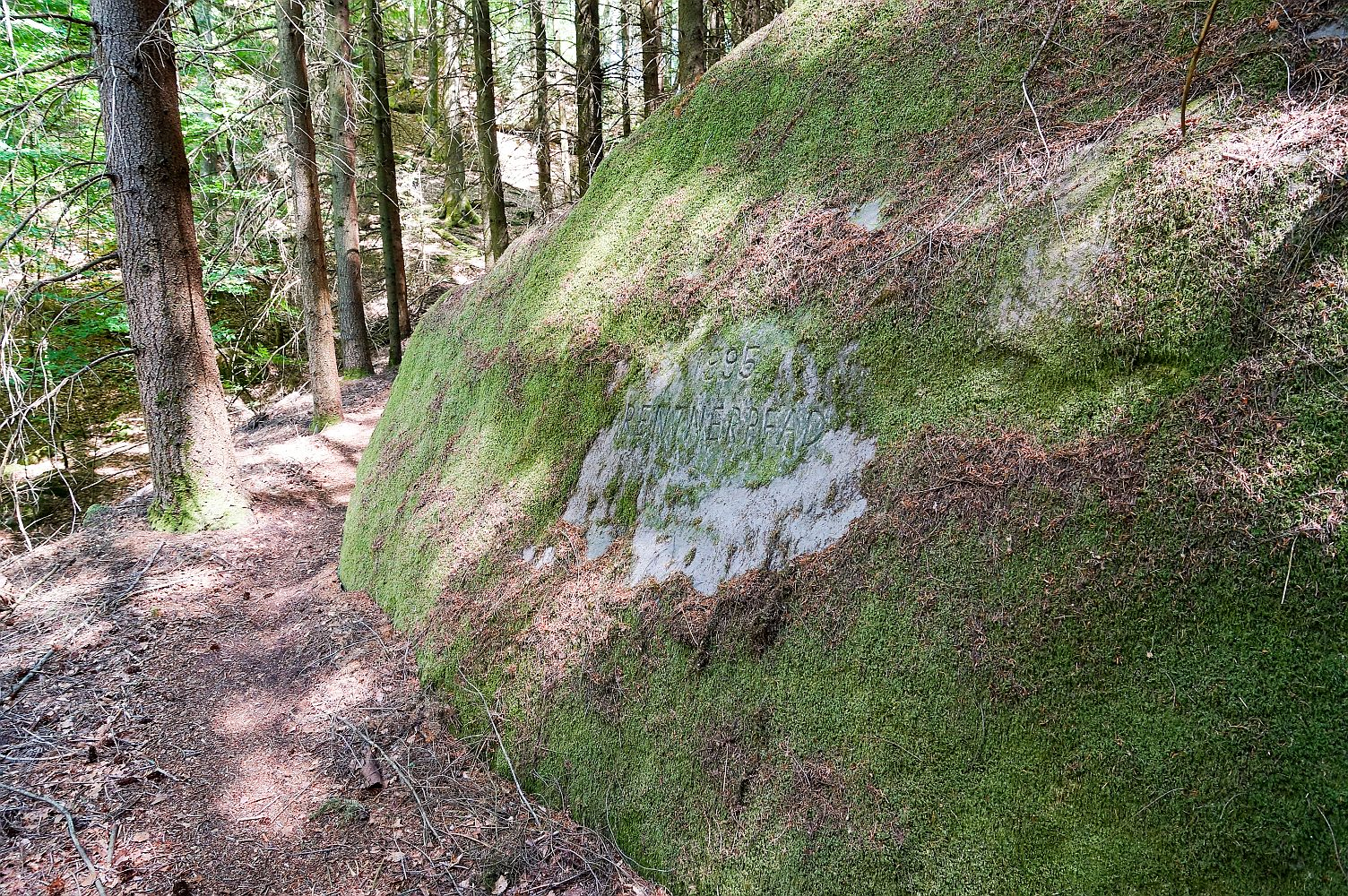
Wanderweg auf der Gemarkung von Lemberg

Durch Lemberg verläuft die Deutsche Schuhstraße. Die Gemeinde ist Ausgangspunkt der Touren 18 und 19 des Mountainbikeparks Pfälzerwald. Die weiten Waldgebiete sind mit Wanderpfaden unterschiedlicher Streckenlänge und Steigung durchzogen. Der Pfälzerwald-Verein markiert Fern- und Rundwanderwege. Durch die Gemeinde verlaufen der Fernwanderweg Nahegau-Wasgau-Vogesen, der mit einem weißen Kreuz markiert ist, der mit einem gelben Balken gekennzeichnete Fernwanderweg Pirmasens–Belfort und die mit einem rot-weißen Balken markierte Weiterführung des Höcherbergwegs, der ursprünglich in Niederwürzbach startet und dessen Erweiterung bis Böchingen führt.
Vom Kettrichhof über Hinterweidenthal, Dahn und Fischbach führt ein Wanderweg, der mit einem gelben Punkt markiert ist. Ein Wanderweg verläuft von Freinsheim über den Ortsteil Glashütte bis zum Erlenkopf und ist mit einem grünen Kreuz markiert. Ein anderer ist mit einem grün-gelben Balken gekennzeichnet und führt von Kirchheimbolanden über Salzwoog bis Hirschthal. Durch den äußersten Norden der Gemarkung verläuft ein Wanderweg, der mit einem blau-roten Balken markiert ist und von Kirchheimbolanden nach Pirmasens verläuft. Ein weiterer mit einem grün-blauen Balken verläuft von Göllheim bis Eppenbrunn; er durchquert den äußersten Südosten des Lemberger Gemeindegebiets Vom Laubbrunnen in der Nähe des Sportplatzes aus ist auf dem Lemberger Felsenpfad eine Rundwanderung möglich.

### Verkehr
Die Verkehrsanbindung von Lemberg beschränkt sich auf die Straße. Die teilweise vierspurig ausgebaute B 10 passiert den Ort in ca. 5 km Entfernung. Nach Westen geht diese bei Pirmasens in die A 8 über, nach Osten erreicht sie nach Durchquerung des Pfälzerwaldes nach 37 Kilometern bei Landau die A 65. Im Norden sind es etwa 40 km über die B 270 nach Kaiserslautern. Nach Süden existiert keine direkte überregionale Straßenverbindung: Beiderseits der deutsch-französischen Grenze gibt es lediglich kleinere Ortschaften und untergeordnete Straßen.

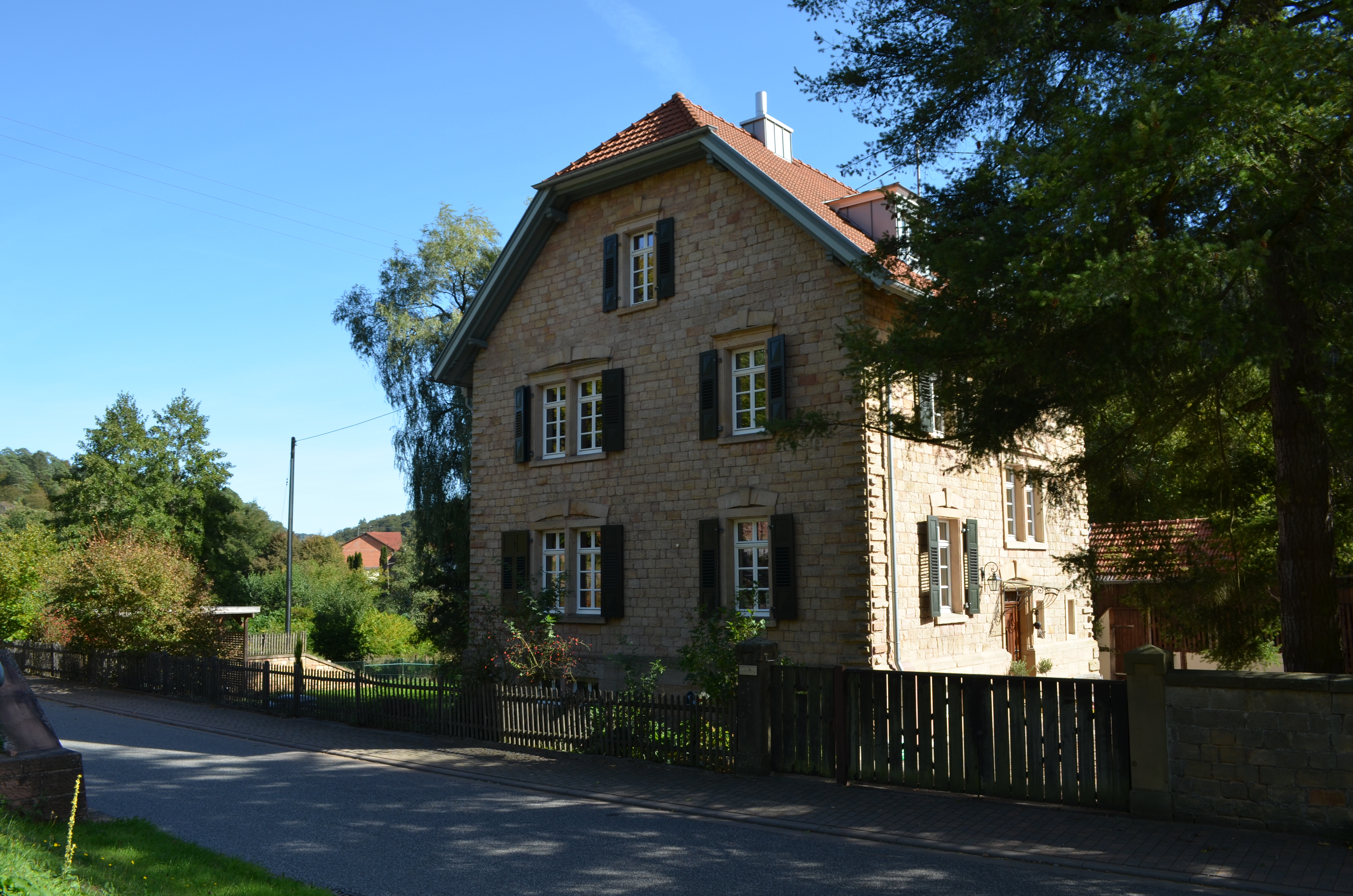
Landesstraße 485 im Ortsteil Langmühle

Die Landesstraße 485 führt von Eppenbrunn über die Ortsteile Glashütte und Langmühle, ehe sie zwischen dem Kernort und Salzwoog in die Landesstraße 486 mündet. Letztere führt von Pirmasens über den Kernort und Salzwoog bis Hinterweidenthal. Die Landesstraße 487 verläuft von Fischbach bei Dahn über Salzwoog bis Kaltenbach. Die Kreisstraße 7 bindet den Kettrichhof ans Straßennetz an und die Kreisstraße 8 den Rodalberhof. Die Kreisstraße 36 verbindet Lemberg mit Ruppertsweiler und Münchweiler an der Rodalb. Die Kreisstraße 37 führt durch Langmühle und stellt eine Querverbindung zu den Landesstraßen 485 sowie 486 her.

### Militär
Nach dem Zweiten Weltkrieg war die Gemeinde Bestandteil der inzwischen aufgelösten Pirmasens Military Community; so existierte dort die ab 1958 gebaute Lemberg Missile Station, die mit nuklearen Gefechtsköpfen des Flugabwehrraketenprogramms Nike ausgestattet war und 1962 in Betrieb genommen wurde. Während der ersten Hälfte der 1990er Jahre wurde sie geschlossen. Eine weitere militärische Einrichtung war die Lemberg Ammo Area 64.

### Medien
Die Regionalzeitung Die Rheinpfalz mit ihrem Lokalteil Pirmasenser Rundschau und die Pirmasenser Zeitung. Amtliche Mitteilungen werden im Amtsblatt der Verbandsgemeinde veröffentlicht. Der Landkreis Südwestpfalz unterhält den Offenen Kanal, einen regionalen Kabelsender, dessen Programm von Bürgern gestaltet wird. Der Südwestrundfunk betreibt vor Ort den Sender Kettrichhof.

## Persönlichkeiten

### Ehrenbürger
- Ewald Karch (1940–2009), Altbürgermeister
- Heinrich Hoffmeister (* 1956), Altbürgermeister[15]

### Söhne und Töchter der Gemeinde
- Johann August (Pfalz-Lützelstein) (1575–1611), Pfalzgraf von Lützelstein
- Emil Kieffer (1881–1959), Landrat des Landkreises Zweibrücken
- Peter Vaupel (* 1943), Arzt, Universitätsprofessor, Professor (Hon.)
- Klaus Zmorek (* 1957), Schauspieler

### Personen, die vor Ort gewirkt haben
- Angelika Glöckner (* 1962), Politikerin (SPD), wohnt vor Ort.